# 克拉西利尼科夫菌属
克拉西利尼科夫菌属为小單孢菌科的一属细菌。此属的模式种也是惟一种为肉桂色克拉西尼柯夫氏菌(Krasilnikovia cinnamomea )。

## 下属物种
- 肉桂色克拉西尼柯夫氏菌 Krasilnikovia cinnamomea Ara and Kudo, 2007，也拼作：Krasilnikovia cinnamonea